# Могила Неизвестного Солдата
Моги́ла Неизве́стного Солда́та — мемориальный архитектурный ансамбль, расположенный у Кремлёвской стены в Александровском саду. Сооружён в 1967 году по проекту архитекторов Дмитрия Бурдина, Владимира Климова, Юрия Рабаева и скульптора Николая Томского. С 1997 года у Могилы Неизвестного Солдата располагается Пост № 1. Монументу присвоен статус объекта культурного наследия России, а также Общенационального мемориала воинской славы.
Государственные деятели, делегации, главы иностранных государств и правительств, ветераны Великой Отечественной войны и воспитанники довузовских образовательных учреждений Министерства обороны ежегодно возлагают цветы к Могиле Неизвестного Солдата на памятные даты и в дни некоторых государственных праздников.

## Описание
Мемориальный комплекс состоит из нескольких элементов: могилы солдата c Вечным огнём, аллеи городов-героев и стелы городов воинской славы.
Надгробие выполнено в виде квадратной плиты, изготовленной из красных полированных блоков шокшинского кварцита. Правая часть захоронения украшена бронзовой композицией — солдатской каской и лавровой ветвью, лежащими на складках боевого знамени.
В центральной части мемориала расположена ниша из полированного лабрадорита с рельефной надписью: «Имя твоё неизвестно, подвиг твой бессмертен». Считается, что её автор — писатель Сергей Михалков, с которым над надписью работали поэты и прозаики Константин Симонов, Сергей Наровчатов и Сергей Смирнов. Изначально эпитафия была написана: «Имя его неизвестно, подвиг его бессмертен», но по просьбе первого секретаря Московского горкома КПСС Николая Егорычева местоимение «его» было изменено на «твой». В центре ниши находится бронзовая пятиконечная звезда, в середине которой горит Вечный огонь.
Слева от могилы стена из красного кварцита с надписью: «1941 Павшим за Родину 1945». По правой стороне от захоронения, вдоль Кремлёвской стены, идёт аллея с блоками из порфира. Площадка, на которой они установлены, приподнята тремя ступенями над уровнем дорожек Александровского сада. На каждой из двенадцати тумб с названиями городов-героев также помещено чеканное изображение медали «Золотая Звезда». Тумбы расположены в порядке присвоения городам звания героя:
- «Ленинград»
- «Киев»
- «Минск»
- «Сталинград»
- «Севастополь»
- «Одесса»
- «Керчь»
- «Новороссийск»
- «Брестская крепость»
- «Тула»
- «Мурманск»
- «Смоленск»

Внутри блоков находятся капсулы с землёй. Ленинградская земля взята на Пискарёвском кладбище, киевская — у подножия обелиска на площади Победы, установленного в память участников обороны города. В капсулах Одессы, Минска, Керчи, Тулы, Мурманска и Смоленска хранится земля, привезённая из мест ожесточенных боев. Блок «Сталинград», носивший до 2004 года название «Волгоград», содержит землю с Мамаева кургана. Из Севастополя землю доставили с Малахова кургана, из Бреста — от подножия Брестской крепости.
В 2010 году после реставрации был открыт мемориальный архитектурный ансамбль «Могила Неизвестного Солдата» в Александровском саду у Московского Кремля. В составе мемориального комплекса по правую сторону от блока «Смоленск» стоит прямоугольная стела из красного гранита, содержащая наименования всех городов воинской славы России. Высота сооружения менее метра, в длину оно составляет около десяти метров. С левой стороны стелы бронзовыми буквами выполнена надпись «ГОРОДА ВОИНСКОЙ СЛАВЫ», справа расположены названия 47 городов, разбитых на столбцы по четыре в каждом:
1. Белгород, Курск, Орёл, Владикавказ
2. Малгобек, Ржев, Ельня, Елец
3. Воронеж, Луга, Полярный, Ростов-на-Дону
4. Туапсе, Великие Луки, Великий Новгород, Дмитров
5. Вязьма, Кронштадт, Наро-Фоминск, Псков
6. Козельск, Архангельск, Волоколамск, Брянск
7. Нальчик, Выборг, Калач-на-Дону, Владивосток
8. Тихвин, Тверь, Анапа, Колпино
9. Старый Оскол, Ковров, Ломоносов, Петропавловск-Камчатский
10. Таганрог, Малоярославец, Можайск, Хабаровск
11. Старая Русса, Грозный, Гатчина, Петрозаводск
12. Феодосия[10], Мариуполь, Мелитополь

## История

### Идея создания
Идея возведения памятника в честь воинов, сражавшихся в битве за Москву, возникла в 1965 году в рамках компании по увековечиванию памяти павших в Великой Отечественной войне. К тому времени подросло первое поколение граждан, не заставших войны в сознательном возрасте. В 1961 году был реконструирован мост Победы. Первый монумент в память Великой Отечественной войны разместили в Парке Победы вдоль Кутузовского проспекта. В ходе кампании столице вручили звание города-героя и объявили 9 мая общегосударственным праздником и выходным днём. Одним из инициаторов установки памятника безымянному солдату считается первый секретарь Московского горкома партии Николай Егорычев, презентовавший черновые эскизы памятника партийному руководству — Михаилу Суслову и Леониду Брежневу.
Мемориал было решено возвести у стен Кремля в Александровском саду. Однако его строительство началось не сразу из-за того, что у входа в сад находился бывший обелиск в честь 300-летия Дома Романовых, переделанный в монумент революционным деятелям. Установка памятника стала возможной в 1966 году после перемещения обелиска на площадку у грота «Руины».
Осенью того же года на 41-м километре шоссе Москва-Ленинград под Зеленоградом в ходе строительных работ обнаружили братскую могилу. Найденные в ней останки солдата в хорошо сохранившемся обмундировании без знаков отличия было предложено захоронить у Кремлёвской стены в ознаменование 25-летней годовщины разгрома немецких войск под Москвой.
3 декабря 1966 года прах солдата прибыл в столицу на оружейном лафете. Вместе с генеральным секретарём ЦК КПСС Леонидом Брежневым у ворот Александровского сада его встречали маршалы Советского Союза Георгий Жуков и Константин Рокоссовский, командовавшие Западным фронтом и 16-й армией во время обороны Москвы. В их присутствии гроб с останками был торжественно захоронен.
В советской прессе это событие было описано следующим образом:

2 декабря 1966 года, в 14 часов 30 минут, останки одного из покоящихся в братской могиле воинов поместили в гроб, увитый оранжево-чёрной лентой. Молодые солдаты, стоявшие в почетном карауле, сменялись каждые два часа весь вечер, всю ночь и утро следующего дня. 3 декабря в 11 часов 45 минут гроб установили на открытую машину, которая двинулась по Ленинградскому шоссе к Москве. На Манежной площади состоялся митинг, и гроб с останками Неизвестного солдата под артиллерийский залп был опущен в могилу.

### Установка памятника
Заказ на установку памятника на месте захоронения получили архитекторы Юрий Рабаев, Дмитрий Бурдин, Владимир Климов и скульптор Николай Томский. Проект монумента был подготовлен ими в течение нескольких месяцев.
Торжественное открытие мемориального комплекса «Могила Неизвестного Солдата» состоялось 8 мая 1967 года. Руководил церемонией Николай Егорычев. Вечный огонь зажёг Леонид Брежнев, принявший факел на Манежной площади от Героя Советского Союза Алексея Маресьева. Факел, доставленный на бронетранспортёре в Москву, был зажжён от огня на Марсовом поле в Ленинграде.
В почётный караул встали: заместитель председателя Моссовета Л. В. Бахметков (как воин, сражавшийся здесь 25 лет назад), врач Н. А. Соломатова (не знающая, где могила её мужа-фронтовика), и пионеры школ Зеленограда (нового города, выросшего там где проливалась кровь Неизвестного солдата).

### Реставрация
Ансамбль мемориального комплекса несколько раз обновлялся. Первоначально центральная часть квадратной плиты надгробия была украшена одной  бронзовой солдатской каской. К 30-летию празднования Дня Победы памятник был полностью отреставрирован и дополнен различными элементами, в это время на правой части надгробия появилась бронзовая композиция — лежащее боевое знамя, солдатская каска и лавровая ветвь авторства Николая Томского. В число памятников на аллее городов-героев у Кремлёвской стены вошли блоки с названиями Минска, Новороссийска и Керчи. В 1985 году на аллее добавили блоки Мурманска и Смоленска.
С 12 декабря 1997 года в соответствии с указом президента России Бориса Ельцина «Об установлении постоянного поста почётного караула в г. Москве у Вечного огня на Могиле Неизвестного Солдата» Пост № 1 был перенесён от Мавзолея Ленина к Могиле Неизвестного Солдата. Караул осуществляется военнослужащими Президентского полка, сменяющими друг друга каждый час.
Согласно указу президента Дмитрия Медведева от 17 ноября 2009 года памятнику присвоен статус Общенационального мемориала воинской славы. В том же году управление делами президента объявило о начале его масштабной реконструкции, целью которой было сохранить первоначальный облик комплекса. Тогда было объявлено о намерении установить новую стелу с названиями городов воинской славы. На посту почётного караула установлены два стационарных укрытия и убраны ели, росшие за мемориальным комплексом у Кремлёвской стены.
27 декабря 2009 года «Мосгаз» переместил на время восстановительных работ пламя Вечного огня в Парк Победы. В церемонии переноса участвовали ветераны войны, министр обороны Анатолий Сердюков, управляющий делами президента Владимир Кожин, мэр Москвы Юрий Лужков, члены правительства столицы и депутаты городской думы.
Почётный караул не выставлялся у мемориального комплекса во время проведения реконструкционных работ — с 16 декабря 2009 года по 19 февраля 2010 года. Также на этот срок были прекращены церемонии возложения венков и цветов к мемориалу.
Возвращение огня в Александровский сад состоялось 23 февраля 2010 года в присутствии Дмитрия Медведева. Реконструкция мемориального комплекса была завершена ко Дню Победы того же года: 8 мая Общенациональный мемориал воинской славы торжественно открыли президенты России, Белоруссии и Украины, а стелу в честь городов воинской славы — генерал-полковник авиации Михаил Одинцов и герой России Вячеслав Сивко.

## Современность
24 октября 2014 года Госдума объявила 3 декабря Днём Неизвестного Солдата — день захоронения праха неизвестного солдата в Александровском саду.
8 мая 2017 года на Могиле Неизвестного Солдата было отмечено 50-летие со дня зажжения Вечного огня — была воспроизведена церемония, в которой приняли участие военные ветераны, представители общественных организаций и поисковых движений, народный артист СССР Василий Лановой, космонавты Сергей Крикалёв и Елена Серова, а также военнослужащие в форме образца 1941 года. Огонь был перенесён на временную горелку — точную копию звезды на Могиле Неизвестного Солдата — тем факелом, от которого Вечный огонь был зажжён в 1967 году, после чего пламя вернули на место.
В настоящее время специалисты компании «Мосгаз» проводят ежегодные проверки Вечного огня. В ходе профилактических работ они приподнимают бронзовую звезду монумента и переносят пламя на временную горелку с помощью специального факела, чтобы огонь не затухал .
Жёны мобилизованных на войну с Украиной, начиная с 9 декабря 2023 года каждую субботу проводили возложение цветов и одиночные пикеты в знак протеста против бессрочной мобилизации.